# Mós (Vila Verde)
Mós é uma povoação portuguesa do Município de Vila Verde que foi sede da extinta Freguesia de Mós, freguesia que tinha 2,56 km² de área e 323 habitantes (2011), e, por isso, uma densidade populacional de 126,2 hab/km².
A Freguesia de Mós foi extinta (agregada) em 2013, no âmbito de uma reforma administrativa nacional, tendo o seu território sido agregado ao das Freguesias de Pico de Regalados e de Gondiães, para formar uma nova freguesia denominada União das Freguesias de Pico de Regalados, Gondiães e Mós.

## População
| População da freguesia de Mós | População da freguesia de Mós | População da freguesia de Mós | População da freguesia de Mós | População da freguesia de Mós | População da freguesia de Mós | População da freguesia de Mós | População da freguesia de Mós | População da freguesia de Mós | População da freguesia de Mós | População da freguesia de Mós | População da freguesia de Mós | População da freguesia de Mós | População da freguesia de Mós | População da freguesia de Mós |
| ----------------------------- | ----------------------------- | ----------------------------- | ----------------------------- | ----------------------------- | ----------------------------- | ----------------------------- | ----------------------------- | ----------------------------- | ----------------------------- | ----------------------------- | ----------------------------- | ----------------------------- | ----------------------------- | ----------------------------- |
| 1864                          | 1878                          | 1890                          | 1900                          | 1911                          | 1920                          | 1930                          | 1940                          | 1950                          | 1960                          | 1970                          | 1981                          | 1991                          | 2001                          | 2011                          |
| 347                           | 344                           | 334                           | 277                           | 305                           | 362                           | 408                           | 364                           | 375                           | 354                           | 254                           | 317                           | 269                           | 321                           | 323                           |

## História
Pertenceu ao concelho de Pico de Regalados até à sua extinção em 24 de Outubro de 1855, data em que passou para o concelho (atual município) de Vila Verde.

## Património
- Igreja de Mós (Santa Maria)
- Mamoas (6) - Necrópole Megalítica do Bustelo

## Lugares
Além da sede, a Freguesia de Mós tinha os seguintes lugares:
- Barziela, Boucinha, Cajorge, Campinho, Casalvaro, Cristelo, Cruz, Fonte, Monte, Quintão, Souto, Veiga e Vessada.